# Evening Parade and Gun Practice at Fort Hamilton
Evening Parade and Gun Practice at Fort Hamilton è un cortometraggio muto del 1912. Nei credit del film non viene riportato il nome del regista né quello del fotografo.

## Produzione
Il film fu prodotto dalla Selig Polyscope Company e venne girato a Fort Hamilton, nello stato di New York.

## Distribuzione
Distribuito dalla General Film Company, il documentario - un cortometraggio di 150 metri - uscì nelle sale cinematografiche statunitensi il 17 ottobre 1912. Nelle proiezioni, veniva programmato con il sistema dello split reel, accorpato in un'unica bobina con un altro cortometraggio, la commedia Father's Hot Toddy, prodotto dalla Vitagraph.